# Бусове поле
Бусове поле (Бусовиця, Буслівка) — історична місцевість на півдні Печерського району Києва. Бусове поле розташоване в кінцевій частині вулиць Михайла Бойчука і Саперно-Слобідської, Залізничного шосе. Струмок Буслівка тече через Бусове поле (тепер в колекторі) до річки Либідь. Згадується з XVIII століття.
На схід від Бусового поля знаходиться Бусова гора.
Основна вулиця Бусового поля — вулиця Верхогляда. Майже всю територію місцевості займає житловий комплекс «Новопечерські Липки», що будується з 2007 року
.

## Версії походження назви
За однією із версій (не підкріпленою жодним науковим джерелом) назва походить від імені вождя одного з антських племен Буса (Божа), чиї укріплення тут були. (Бус згадується у «Слові о полку Ігоревім»). За іншою від давньоукраїнських слів «бус», «бусинець» — мжичка, мряка. Також висловлюється більш проста версія походження цієї назви від птаха бусола.
Згідно з версією письменника В. Яновича, назва Бусове поле походить від давньослов'янського бус, буса, що означає: корабель, човен, вид судна. За думкою Яновича на Бусовому полі розкладались частини човнів під час їх будівництва. Бусове поле Янович ототожнює з назвою Самбатас Костянтина Багрянородного, трактуючи цю назву як давньогерманське Sambotas (sam — збір, botas — човни).

## Зображення

ЖК «Новопечерські Липки», кінець листопада 2019 року
Вказівник і заїзд до ЖК
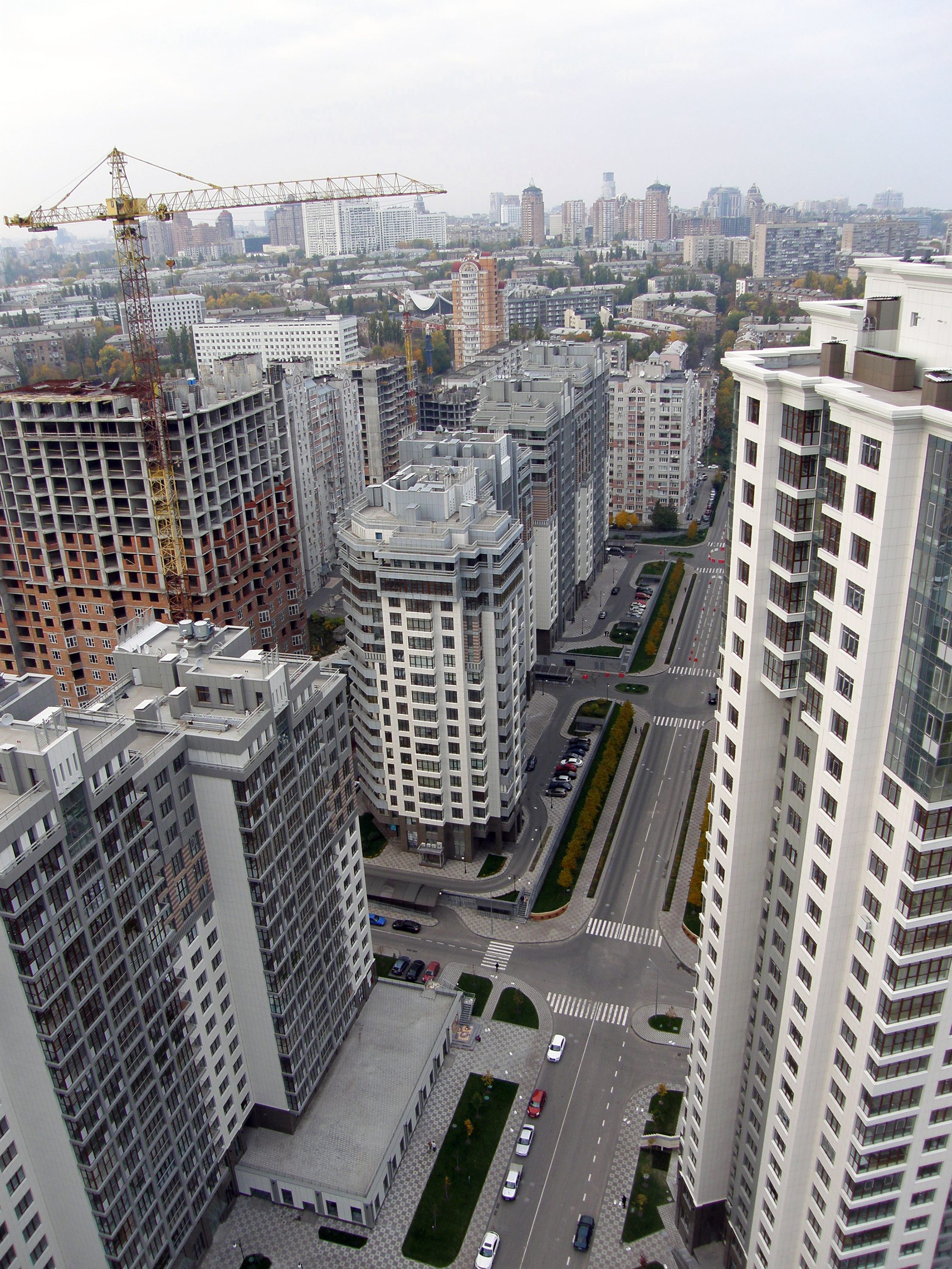
Вулиця Верхогляда, вигляд згори, жовтень 2013 року